# Notodiaptomus conifer
Notodiaptomus conifer is een eenoogkreeftjessoort uit de familie van de Diaptomidae. De wetenschappelijke naam van de soort werd in 1901 voor het eerst geldig gepubliceerd door Georg Ossian Sars.